# Coleophora settarii
Coleophora settarii là một loài bướm đêm thuộc họ Coleophoridae. Nó được tìm thấy ở Pháp, Thụy Sĩ, Áo và Ý.
Ấu trùng ăn Artemisia alba, Artemisia caerulescens gallica, Artemisia campestris and Artemisia campestris maritima. Chúng tạo tổ kén tơ hình ống dài 10–12 mm, góc miệng khoảng 45°. Ấu trùng có thể tìm thấy tháng 9 đến tháng 5.